# Мысловский, Эдуард Викентьевич
Эдуа́рд Вике́нтьевич Мысло́вский (29 мая 1937, Москва — 15 декабря 2023, Москва) — заслуженный мастер спорта СССР (1982), заслуженный тренер СССР (1989) по альпинизму, обладатель титула снежный барс (1970).
Президент Евро-Азиатской ассоциации альпинизма и скалолазания, действительный член Русского географического общества, кандидат технических наук, профессор кафедры «Проектирование и технология производства электронной аппаратуры» в МГТУ им. Н. Э. Баумана. Кроме того, он имеет 1-й разряд по спортивному скалолазанию и звание судьи республиканской категории, 1-й разряд по лыжным гонкам. Кандидат в мастера спорта по туризму. Автор более 30 статей и монографии по специальности.

## Биография
Эдуард Викентьевич Мысловский родился 29 мая 1937 года в Москве.
Окончил Московский техникум железнодорожного транспорта им. А. А. Андреева по специальности «системы радиосвязи». В 1966 году он окончил МВТУ им. Н. Э. Баумана по специальности «радиотехника», а в 1971 году — МГУ им. М. В. Ломоносова по специальности «физика».
После окончания МВТУ работал в ВЗМИ, МИП, МВТУ. В 1979 году защитил кандидатскую диссертацию на тему «Исследование резонансных свойств узлов и элементов систем управления с ЭВМ при механических внешних воздействиях». До 1996 года Э. В. Мысловский возглавлял кафедру «Конструирование и технология радиоэлектронных средств» в МГАПИ. В 1996—2013 годах работал профессором кафедры «Проектирование и технология производства электронной аппаратуры» в МГТУ им. Н. Э. Баумана.
Ещё при обучении в техникуме Эдуард Мысловский увлёкся альпинизмом. Впервые выехал в горы в 1954 году. В 1961 году окончил Всесоюзную школу инструкторов в Джантугане, был неоднократным чемпионом СССР в составе команды «Буревестник», являлся постоянным тренером секции альпинизма МВТУ. В 1966 году стал альпинистом-высотником, до 1982 года совершил 11 восхождений на семитысячники СССР, из них 5 раз был руководителем.
Весной 1982 года Эдуард Мысловский принял участие в Первой советской гималайской экспедиции, поднявшейся на Эверест. 4 мая он вместе с Владимиром Балыбердиным поднялся на самую высокую точку планеты (8848 м). За это восхождение удостоен звания заслуженного мастера спорта и награждён орденом Ленина. В 1989 году он руководил Второй советской гималайской экспедицией на Канченджангу. Сам Эдуард Мысловский поднялся до высоты 8300 м. За успешное проведение экспедиции был награждён орденом Трудового Красного Знамени (9 января 1990 года) и удостоен звания заслуженного тренера СССР.
После распада СССР Э. В. Мысловский стал первым президентом Евро-Азиатской ассоциации альпинизма и скалолазания. Также он является учредителем Международной ассоциации охраны горной природы и действительным членом Русского географического общества.
В послужном списке Э. В. Мысловского вершины Эверест (8848 м) и Канченджанга (8300 м), Мак-Кинли (6198 м), все вершины выше 7000 м на Памире и Тянь-Шане (дважды «Снежный барс»). Восходитель на многие труднейшие вершины Кавказа, Памира, Тянь-Шаня, Альп, Пиренеев, Японских Альп и др. Кавалер ордена Серебряный эдельвейс.
Был Женат, имел двух дочерей и троих внуков.[когда?]
Умер 15 декабря 2023 года в возрасте 86 лет.

## Публикации
1. КОНСТРУКТОРСКО-ТЕХНОЛОГИЧЕСКОЕ ПРОЕКТИРОВАНИЕ ЭЛЕКТРОННОЙ АППАРАТУРЫ / Билибин К. И., Власов А. И., Журавлева Л. В., Мысловский Э. В., Парфенов О. Д., Пирогова Е. В., Шахнов В. А., Шерстнев В. В. / Учебник для вузов — Москва, Изд-во МГТУ им. Н. Э. Баумана. 2002. 528 с. Сер. Информатика в техническом университете
2. Мысловский Э. В. ПРОМЫШЛЕННЫЕ РОБОТЫ В ПРОИЗВОДСТВЕ РАДИОЭЛЕКТРОННОЙ АППАРАТУРЫ — Москва, Научно-техническое издательство «Радио и связь» . 1988. 224 с.
3. Мысловский Э. В., Власов А. И., Кузнецов А. С. ЦИФРОВЫЕ СИГНАЛЬНЫЕ ПРОЦЕССОРЫ С ФИКСИРОВАННОЙ ТОЧКОЙ СЕМЕЙСТВА ADSP21XX. Учебное пособие. — Москва. Изд-во МГТУ им. Н. Э. Баумана. 2003. Часть 2. 75 с.
4. Мысловский Э. В., Власов А. И., Меньшов К. А. ЦИФРОВЫЕ СИГНАЛЬНЫЕ ПРОЦЕССОРЫ С ПЛАВАЮЩЕЙ ТОЧКОЙ СЕМЕЙСТВА ADSP2106X. Учебное пособие — Москва, Изд-во МГТУ им. Н. Э. Баумана. 2003. Часть 3. 75 с.

Профиль автора в Российском индексе научного цитирования (РИНЦ) 